# Muricella robusta
Muricella robusta is een zachte koraalsoort uit de familie Acanthogorgiidae. De koraalsoort komt uit het geslacht Muricella. Muricella robusta werd in 1909 voor het eerst wetenschappelijk beschreven door Thomson & Simpson. 